# Oecleus palton
Oecleus palton är en insektsart som beskrevs av Kramer 1977. Oecleus palton ingår i släktet Oecleus och familjen kilstritar. Inga underarter finns listade i Catalogue of Life.